# Hirmoneura flavipes
Hirmoneura flavipes är en tvåvingeart som beskrevs av Samuel Wendell Williston  1886. Hirmoneura flavipes ingår i släktet Hirmoneura och familjen Nemestrinidae. Inga underarter finns listade i Catalogue of Life.